# Geelkopgoudrugspecht
De geelkopgoudrugspecht (Chrysocolaptes xanthocephalus) is een soort specht uit het geslacht Chrysocolaptes.  De vogel werd in 1872 door Arthur Hay en Edgar Leopold Layard geldig beschreven. Het is een bedreigde, endemische soort levend in het westen en midden van de Filipijnen.

## Kenmerken
De vogel is 28 tot 30 cm lang. Het is een opvallend gekleurde specht, het mannetje heeft een goudgele kop, buik en borst met een rode kuif. Rond de nek vormt het verenkleed een kraag van lichte veren met donkere randen in een schubvormig patroon. Van boven is de vogel donkerrood, vaak met een goudglans. De vleugelveren zijn donkerbruin en de staart is bijna zwart. De vogel heeft een forse beitelvormige snavel en de poten zijn grijs. Het vrouwtje mist de rode kuif, ze heeft een egaal goudgele kop, vaak met een beetje oranje op de kruin.

## Verspreiding en leefgebied
Het is een endemische vogelsoort in op de eilanden Negros, Panay en vroeger ook op Guimaras, Masbate en Ticao (Filipijnen). Het leefgebied bestaat uit ongerept regenwoud, maar komt ook wel voor in verouderd secundair bos met dichte ondergroei en dichte begroeiing langs rivieren en mangoplantages in de buurt van menselijke nederzettingen.

## Status
De geelkopgoudrugspecht heeft een beperkt verspreidingsgebied en daardoor is de kans op uitsterven aanwezig. De grootte van de populatie werd in 2017 door BirdLife International geschat op 250 tot 999 individuen en de populatie-aantallen nemen af door habitatverlies. Het leefgebied wordt aangetast door ontbossing waarbij natuurlijk bos wordt omgezet in gebied voor agrarisch gebruik. Om deze redenen staat deze soort als bedreigd op de Rode Lijst van de IUCN.